# European Union of Private Higher Education
European Union of Private Higher Education (EUPHE) – organizacja pozarządowa z główną siedzibą w Brukseli. Jest europejską siecią niepublicznych instytucji szkolnictwa wyższego. Unia reprezentuje ponad 700 niepublicznych instytucji szkolnictwa wyższego z łączną liczbą około 1,4 mln studentów.